# تششمة سيديعقوب (مقاطعة دالاهو)
تششمة سيديعقوب (بالفارسية: چشمه سیدیعقوب) هي قرية تقع في كرمانشاه في إيران. يقدر عدد سكانها بـ 30 نسمة بحسب إحصاء 2016.